# Пяхта (присілок)
Пяхта (рос. Пяхта) — присілок у Тихвінському районі Ленінградської області Російської Федерації.
Населення становить 38 осіб. Належить до муніципального утворення Горське сільське поселення.

## Історія
Населений пункт розташований на історичній Новгородській землі, знищеній Московським царством у 15 столітті.
Згідно із законом від 1 вересня 2004 року № 52-оз належить до муніципального утворення Горське сільське поселення.

## Населення
| 1910 | 1997 | 2007 | 2010 |
| ---- | ---- | ---- | ---- |
| 150  | ↘80  | ↘62  | ↘38  |